# Alpine Para-Skiweltmeisterschaften 2021
Die 15. Alpinen Para-Skiweltmeisterschaften fanden vom 8. bis 23. Januar 2022 im norwegischen Lillehammer statt. Ausgetragen wurden sie vom Internationalen Paralympischen Komitee (IPC). Ursprünglich waren die Weltmeisterschaften vom 7. bis 20. Februar 2021 geplant, wurden aber wegen der COVID-19-Pandemie in Norwegen um ein Jahr verschoben. Es war das erste Mal, dass die alpinen Wettbewerbe und die nordischen Wettbewerbe unter dem Namen Para Snow Sports World Championships gemeinsam ausgetragen wurden. Die alpinen Wettbewerbe fanden in Hafjell statt.
Der Teamname RPC und die Flagge mit den olympischen Ringen steht für Russisches Paralympisches Komitee. Die russische Mannschaft nahm unter diesem Namen an den Weltmeisterschaften teil.

## Veranstaltungen

### Männer
| Wettbewerb        | Klasse       | Gold                                             | Zeit                                      | Silber                                    | Zeit                                      | Bronze                                    | Zeit           |
| Abfahrt           | sehbehindert | Hyacinthe Deleplace Guide: Valentin Giraud Moine | 1:09.88                                   | Miroslav Haraus Guide: Maros Hudik        | 1:12.73                                   | Jakub Krako Guide: Branislav Brozman      | 1:13.11        |
| Abfahrt           | sitzend      | Jesper Pedersen                                  | 1:12.85                                   | Jeroen Kampschreur                        | 1:14.51                                   | Andrew Kurka                              | 1:15.80        |
| Abfahrt           | stehend      | Markus Salcher                                   | 1:12.00                                   | Arthur Bauchet                            | 1:12.38                                   | Alexei Bugajew                            | 1:13.94        |
| Super-G           | sehbehindert | Hyacinthe Deleplace Guide: Valentin Giraud Moine | 1:05.79                                   | Johannes Aigner Guide: Matteo Fleischmann | 1:06.05                                   | Miroslav Haraus Guide: Maros Hudik        | 1:08.86        |
| Super-G           | sitzend      | Jeroen Kampschreur                               | 1:04.38                                   | Jesper Pedersen                           | 1:07.60                                   | René De Silvestro                         | 1:08.52        |
| Super-G           | stehend      | Markus Salcher                                   | 1:06.37                                   | Alexei Bugajew                            | 1:07.76                                   | Théo Gmür                                 | 1:07.87        |
| Riesenslalom      | sehbehindert | Giacomo Bertagnolli Guide: Andrea Ravelli        | 2:14.17                                   | Johannes Aigner Guide: Matteo Fleischmann | 2:15.46                                   | Hyacinthe Deleplace Guide: Maxime Jourdan | 2:17.92        |
| Riesenslalom      | sitzend      | Jesper Pedersen                                  | 2:14.42                                   | Igor Sikorski                             | 2:20.93                                   | Andrew Kurka                              | 2:21.25        |
| Riesenslalom      | stehend      | Alexei Bugajew                                   | 2:15.04                                   | Arthur Bauchet                            | 2:15.18                                   | Théo Gmür                                 | 2:17.85        |
| Slalom            | sehbehindert | Johannes Aigner Guide: Matteo Fleischmann        | 1:28.18                                   | Giacomo Bertagnolli Guide: Andrea Ravelli | 1:28.29                                   | Jakub Krako Guide: Branislav Brozman      | 1:29.22        |
| Slalom            | sitzend      | Jesper Pedersen                                  | 1:27.61                                   | Victor Pierrel                            | 1:30.28                                   | Niels de Langen                           | 1:31.37        |
| Slalom            | stehend      | Arthur Bauchet                                   | 1:25.47                                   | Adam Hall                                 | 1:30.20                                   | Alexander Aljabjew                        | 1:31.77        |
| Super-Kombination | sehbehindert | Hyacinthe Deleplace Guide: Maxime Jourdan        | 1:51.92                                   | Neil Simpson Guide: Andrew Simpson        | 1:52.82                                   | Miroslav Haraus Guide: Maros Hudik        | 1:53.25        |
| Super-Kombination | sitzend      | René De Silvestro                                | 1:53.65                                   | Jesper Pedersen                           | 1:53.83                                   | Niels de Langen                           | 1:56.18        |
| Super-Kombination | stehend      | Arthur Bauchet                                   | 1:49.22                                   | Alexei Bugajew                            | 1:50.06                                   | Federico Pelizzari                        | 1:54.17        |
| Parallelslalom    | alle Klassen | Johannes Aigner Guide: Matteo Fleischmann        | Johannes Aigner Guide: Matteo Fleischmann | Giacomo Bertagnolli Guide: Andrea Ravelli | Giacomo Bertagnolli Guide: Andrea Ravelli | Alexei Bugajew                            | Alexei Bugajew |

### Frauen
| Wettbewerb        | Klasse       | Gold                                    | Zeit       | Silber                                   | Zeit                  | Bronze                                | Zeit                               |
| Abfahrt           | sehbehindert | Henrieta Farkašová Guide: Michal Cerven | 1:17.78    | Linda Le Bon Guide: Pierre Couquelet     | 1:24.99               | Sara Choi Guide: Kim Yooseong         | 1:27.22                            |
| Abfahrt           | sitzend      | Anna-Lena Forster                       | 1:23.33    | Barbara van Bergen                       | 1:24.78               | Katie Combaluzier                     | 1:38.95                            |
| Abfahrt           | stehend      | Marie Bochet                            | 1:16.95    | Varvara Voronchikhina                    | 1:17.38               | Mollie Jepsen                         | 1:18.67                            |
| Super-G           | sehbehindert | Henrieta Farkašová Guide: Michal Cerven | 1:11.80    | Linda Le Bon Guide: Pierre Couquelet     | 1:23.99               | Millie Knight Guide: Brett Wild       | 1:24.02                            |
| Super-G           | sitzend      | Anna-Lena Forster                       | 1:19.91    | Shona Brownlee                           | 1:37.45               | keine Teilnehmerin                    | keine Teilnehmerin                 |
| Super-G           | stehend      | Varvara Voronchikhina                   | 1:11.23    | Mollie Jepsen                            | 1:11.68               | Marie Bochet                          | 1:11.80                            |
| Riesenslalom      | sehbehindert | Barbara Aigner Guide: Klara Sykora      | 2:32.26    | Henrieta Farkašová Guide: Eva Trajcikova | 2:32.69               | Elina Stary Guide: Celine Arthofer    | 2:38.58                            |
| Riesenslalom      | sitzend      | Laurie Stephens                         | 3:10.09    | Katie Combaluzier                        | 3:10.97               | Shona Brownlee                        | 3:29.48                            |
| Riesenslalom      | stehend      | Marie Bochet                            | 2:30.65    | Varvara Voronchikhina                    | 2:31.25               | Mollie Jepsen                         | 2:31.44                            |
| Slalom            | sehbehindert | Menna Fitzpatrick Guide: Katie Guest    | 1:29.87    | Elina Stary Guide: Celine Arthofer       | 1:30.40               | Martina Vozza Guide: Ylenia Sabidussi | 1:33.85                            |
| Slalom            | sitzend      | Anna-Lena Forster                       | 1:41.38    | Nette Kiviranta                          | 1:55.79               | Laurie Stephens                       | 2:12.32                            |
| Slalom            | stehend      | Ebba Årsjö                              | 1:27.30    | Varvara Voronchikhina                    | 1:31.74               | Michaela Gosselin                     | 1:40.49                            |
| Super-Kombination | sehbehindert | Millie Knight Guide: Brett Wild         | 2:12.10    | Menna Fitzpatrick Guide: Katie Guest     | 2:12.62               | Sara Choi Guide: Kim Yooseong         | 2:18.02                            |
| Super-Kombination | sitzend      | Anna-Lena Forster                       | 2:11.16    | Katie Combaluzier                        | 2:47.84               | keine Teilnehmerin                    | keine Teilnehmerin                 |
| Super-Kombination | stehend      | Varvara Voronchikhina                   | 1:58.72    | Marie Bochet                             | 1:59.68               | Anna-Maria Rieder                     | 2:08.47                            |
| Parallelslalom    | alle Klassen | Ebba Årsjö                              | Ebba Årsjö | Varvara Voronchikhina                    | Varvara Voronchikhina | Elina Stary Guide: Celine Arthofer    | Elina Stary Guide: Celine Arthofer |